# Glochidion puberum
Glochidion puberum là một loài thực vật có hoa trong họ Diệp hạ châu. Loài này được (L.) Hutch. mô tả khoa học đầu tiên năm 1916.

## Hình ảnh

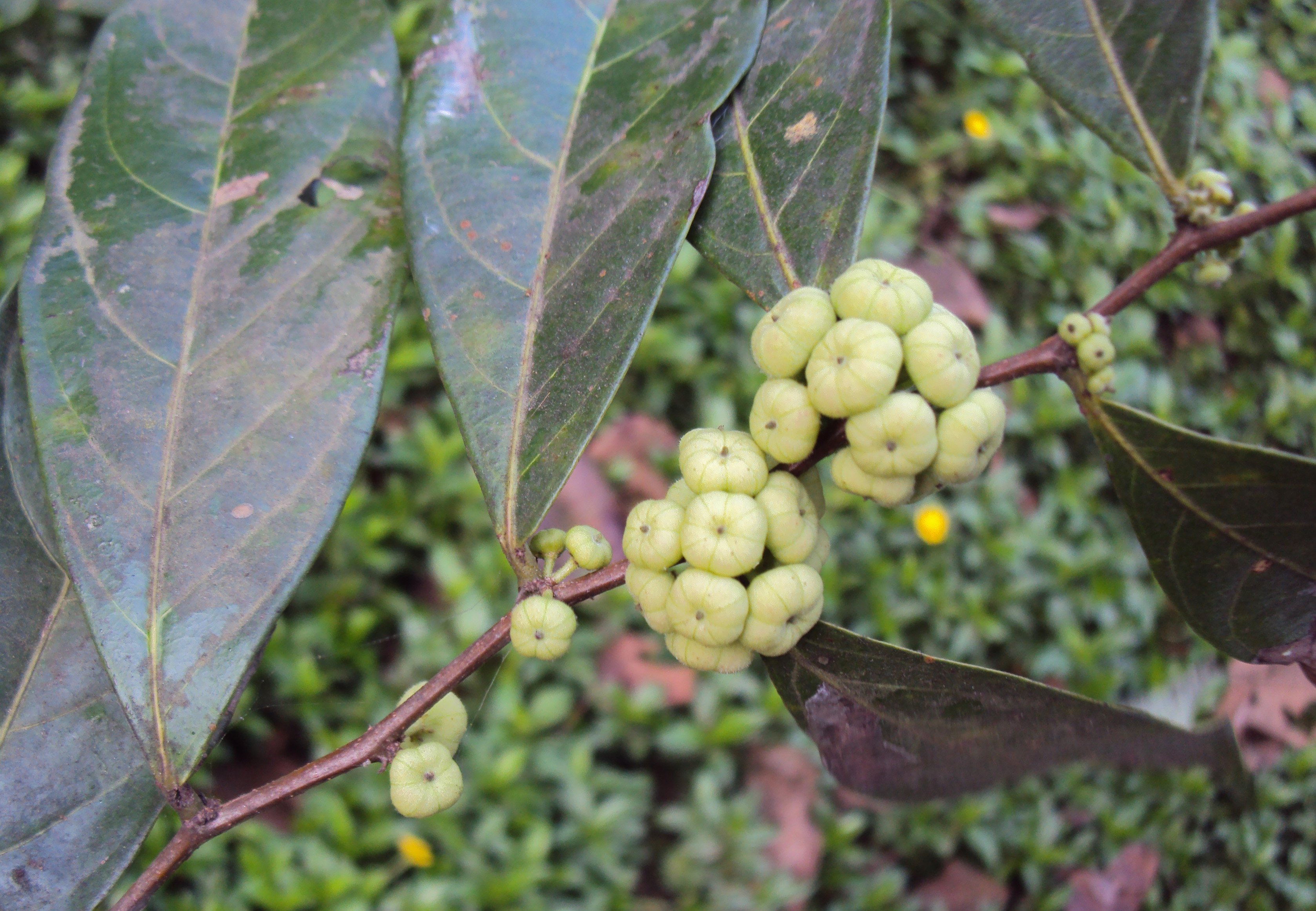
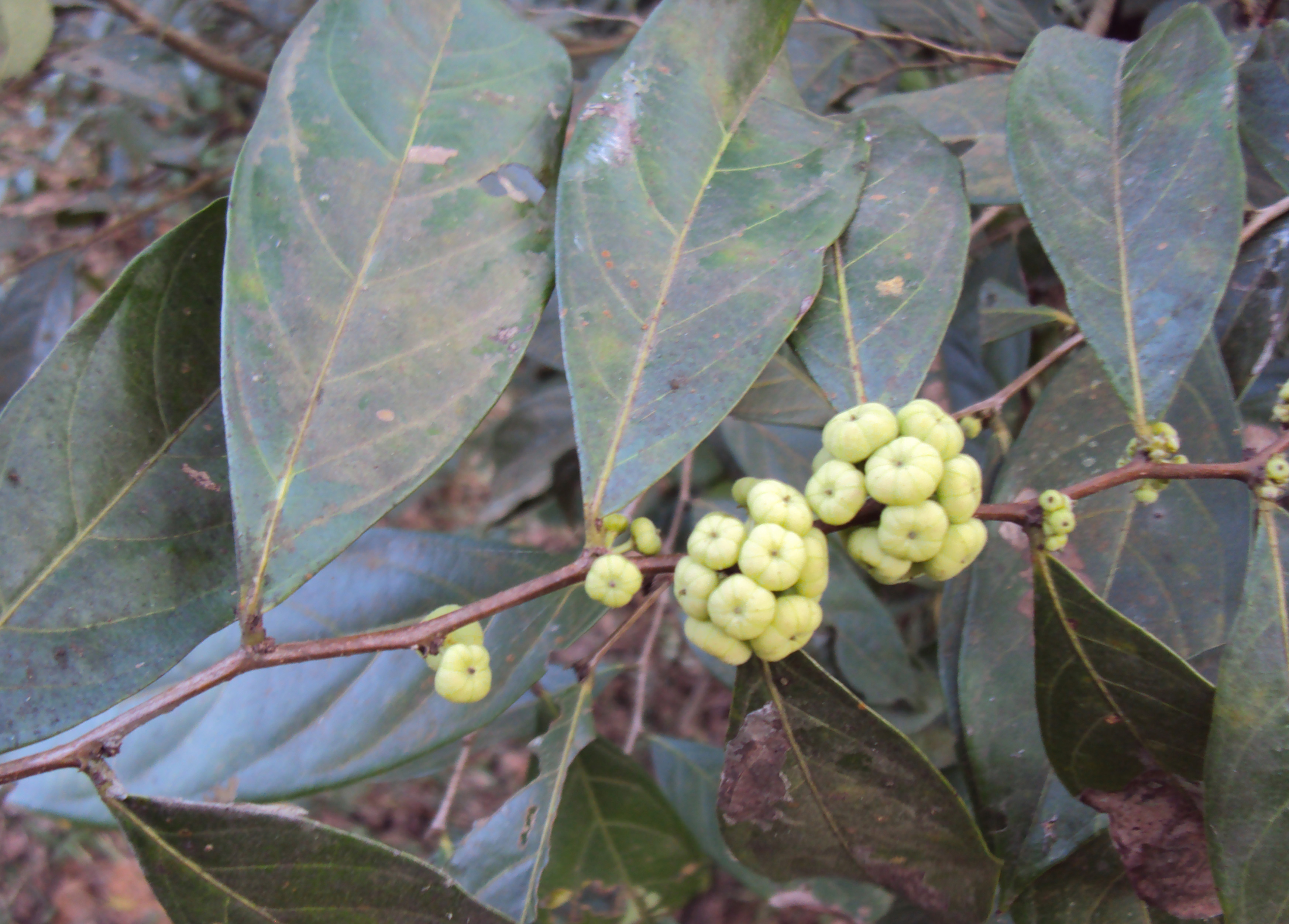
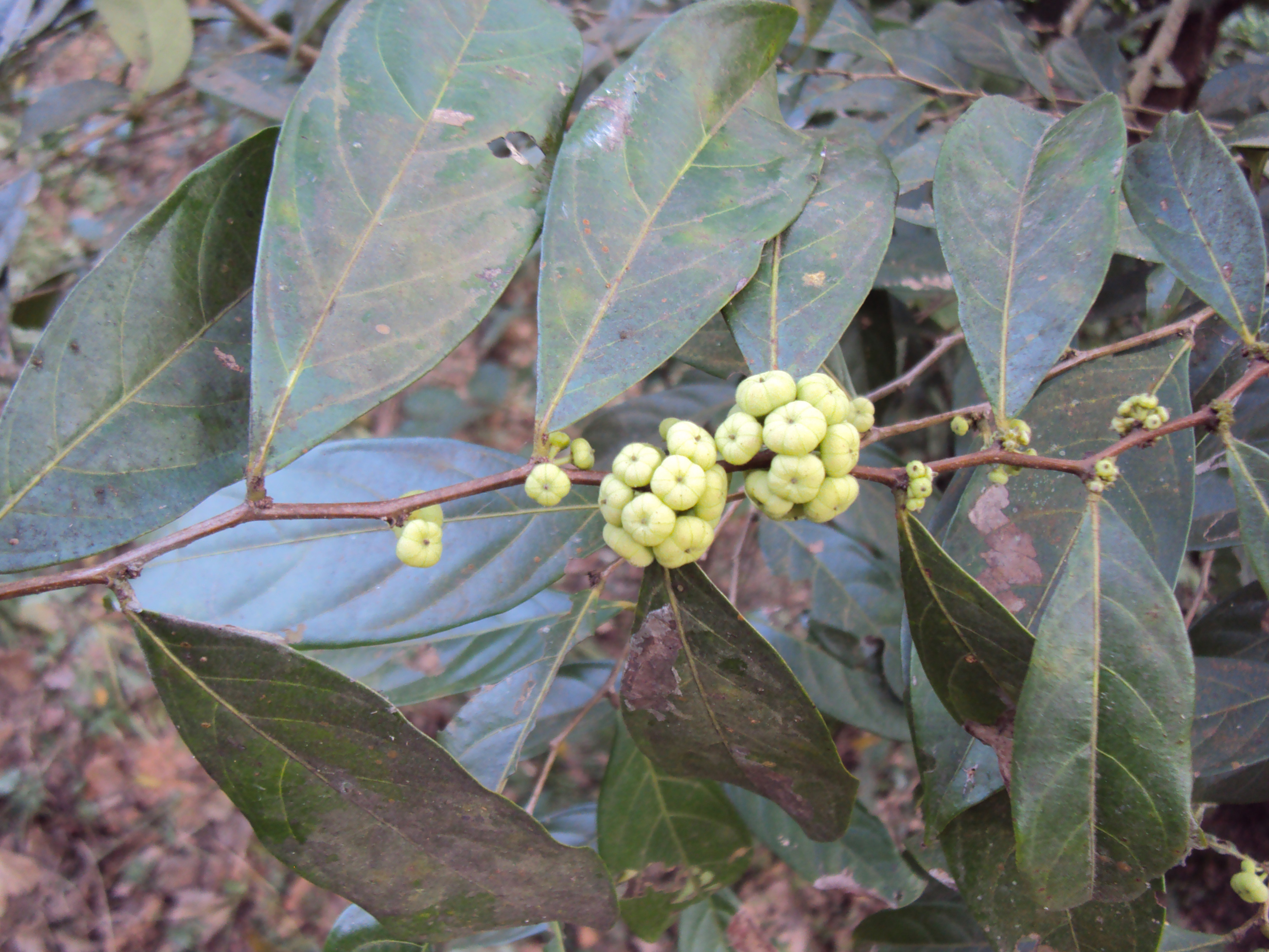
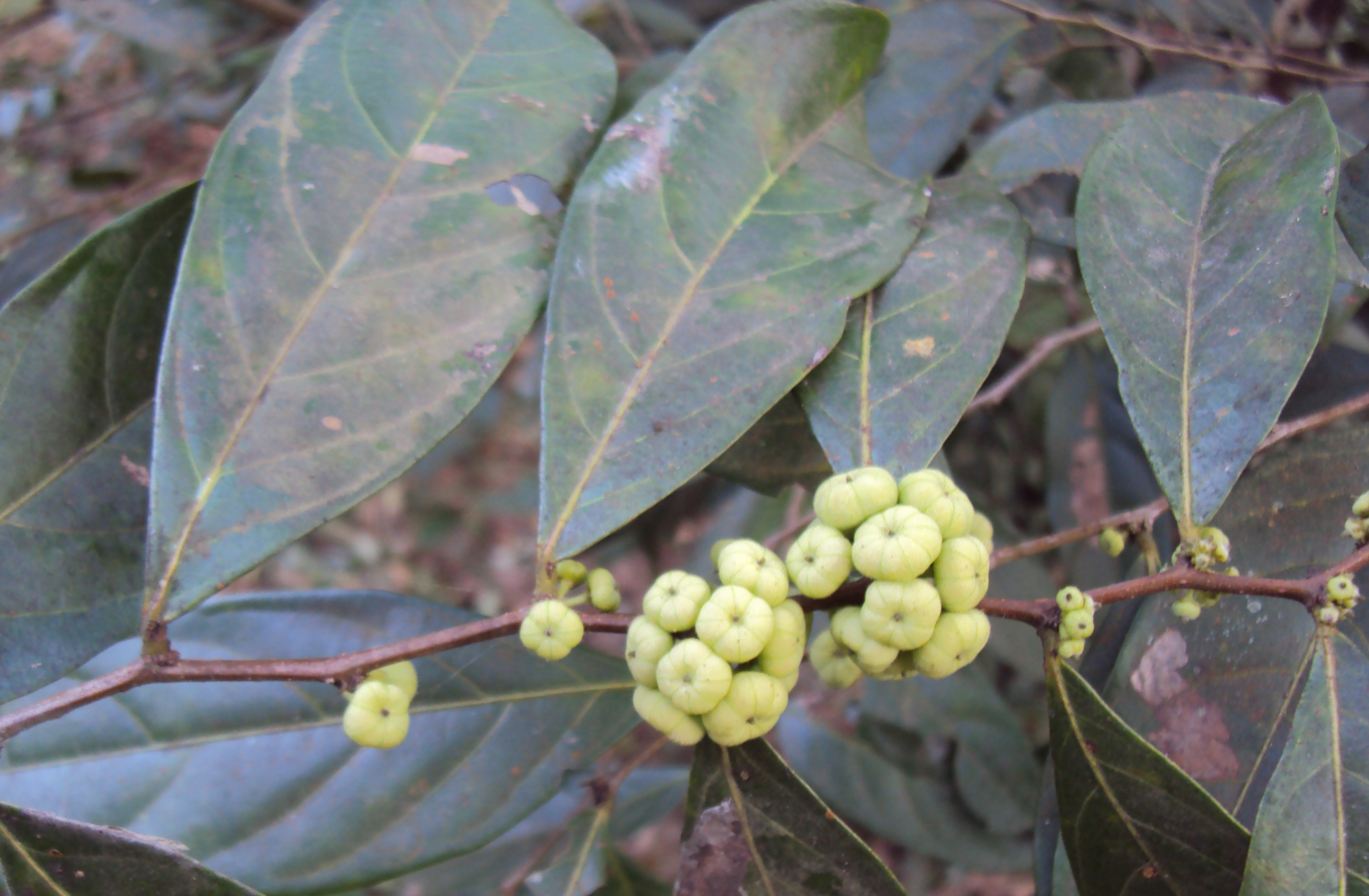